# Centerville (Ohio)
Centerville ist eine City im Montgomery County und Greene County des US-Bundesstaates Ohio. Centerville ist Teil der Metropolregion Dayton. Das U.S. Census Bureau ermittelte bei der Volkszählung 2020 eine Einwohnerzahl von 24.240.

## Demografie
Nach einer Schätzung von 2019 leben in Centerville 23.703 Menschen. Die Bevölkerung teilt sich im selben Jahr auf in 86,5 % Weiße, 6,1 % Afroamerikaner, 0,1 % amerikanische Ureinwohner, 4,8 % Asiaten, 0,1 % Ozeanier, und 2,1 % mit zwei oder mehr Ethnizitäten. Hispanics oder Latinos aller Ethnien machten 2,1 % der Bevölkerung aus. Das mittlere Haushaltseinkommen lag bei 73.904 US-Dollar und die Armutsquote bei 5,5 %.
| Jahr | Einwohner 1 |
| ---- | ----------- |
| 1950 | 827         |
| 1960 | 3.490       |
| 1970 | 10.333      |
| 1980 | 18.886      |
| 1990 | 21.082      |
| 2000 | 23.024      |
| 2010 | 24.004      |
| 2020 | 24.240      |

## Partnerstädte
- Waterloo, Ontario, Kanada
- Bad Zwischenahn, Niedersachsen, Deutschland

## Söhne und Töchter der Stadt
- Andrew Price Morgan (1836–1907), Botaniker und Mykologe
- Albert J. Pearson (1846–1905), Politiker
- David Reese (1951–2007), Pokerspieler
- Nick Mangold (* 1984), American-Football-Spieler
- Joe Thuney (* 1992), American-Football-Spieler